# Plebejus hiemalis
Plebejus hiemalis är en fjärilsart som beskrevs av Tutt 1909. Plebejus hiemalis ingår i släktet Plebejus och familjen juvelvingar. Inga underarter finns listade i Catalogue of Life.